# Rosso di sera
Rosso di sera fu un programma televisivo sexy italiano condotto da Paolo Mosca tra il 1986 e il 1987.
Trasmesso su Telereporter, fu in seguito replicato su Telelombardia e altre emittenti locali in tutta Italia.

## Descrizione
Lo show notturno era ambientato in uno studio che riproduceva un salotto dove Mosca intervistava maliziosamente alcuni ospiti vip alternandoli a momenti di spettacolo con illusionisti, cantanti e collegamenti con "la mansarda", dove la fotografa Patrizia realizzava in ogni puntata un servizio fotografico con un modello e una modella che si spogliavano davanti all'obiettivo. 
Il cast fisso comprendeva anche tre sexy cameriere (le modelle Shamira, Deana e Natalie), "la donna del mistero" (una spogliarellista col volto coperto che cambiava di puntata in puntata) e il gruppo brasiliano Samambaia a cui era affidata la parte musicale del programma. Ogni puntata iniziava con Mosca che, con una sveglia in mano, pronunciava la frase "Scatta l'ora di Rosso di Sera!" e si concludeva con un pigiama party in cui ospiti, cast e spogliarelliste ballavano per lo studio sulle note della band.
Tra i vari ospiti che intervennero al programma si segnalano Lilli Carati (nella sua ultima intervista prima di essere coinvolta in un caso di droga che la allontanerà dalle scene per oltre vent'anni), Eva Robins in una delle primissime apparizioni televisive e un'esordiente Moana Pozzi, protagonista di una puntata speciale trasmessa la notte di capodanno del 1986.
Lo show era costruito sulla falsariga del precedente programma di Mosca Il cappello sulle ventitré trasmesso da Rai Due e può essere considerato un antesignano del più celebre Colpo grosso di cui erediterà parte dello staff (il regista Celeste Laudisio, gli autori, nonché i Samambaia che interpretarono la sigla di coda della prima edizione). 

## Elenco puntate e ospiti
PUNTATA 1
Raffaella Girardo
Bruno Longhi
Lino Patruno
Wanna Marchi
Patrizia - Donna mistero
Francesco Frigerio
PUNTATA 2
Duilio Loi
Sergio Cerè
Albert Bijoux
Parata di Miss “Albert Bijoux”
Patrizia – Donna del mistero
Giancarlo Vissani
Pierfranco Barilla
PUNTATA 3
Mario Marenco
Gualtiero Marchesi
Luciana Turina
PUNTATA 4
Nicola Di Bari
Serena Foglia
PUNTATA 6
Bruno Oliviero
PUNTATA 9
Antonella Giraldo
Virginio Tirreni
PUNTATA 11
Laura Fedele
Paola Franzini
Elio Provetto
Aldo Bonocore
Domenico Achilli
PUNTATA 12
Beppe Savoldi
Renato Tellani
Gianni e Roberto Caiafa
Gimax Sr e Jr
Carlo Franchi e figlio
PUNTATA 13
Eleonora Vallone
Paolo Boretto
Raffaele Festa Campanile
Romy Jones
PUNTATA 14
Patricia
Claudio Caiano
Rita Galè
PUNTATA 15 IL MEGLIO DI…
Eleonora Vallone
Beppe Savoldi
PUNTATA 16
Marina Fabbri
Boris Macaresco
Roy Martino
Luciano Francescani
PUNTATA 17
Ombretta Colli
Giovanni Franceschi
Rossella Gardini
PUNTATA 18
Giovanna
Germana Woo
Ivan Canzosh
Pierluigi Cordari
PUNTATA 19
Lauretta Masiero
Lara Saint Paul
Antonella Mondilli Tiziana Borghi
PUNTATA 20 IL MEGIO DI…
Ombretta Colli
Gilda Giuliani
PUNTATA 21
Roberto Gervaso
Pinina Garavaglia
Oscar Avogadro
PUNTATA 22
Lia Tanzi
Giuseppe Pambieri
Maurizio Seymandi
Rita Rondinella
Mario Palombo
PUNTATA 23
Ambra Orfei
Mario Raimondi
Roberto Brivio
Gianni D'Amore
Sergio Cofano 
Sandro Lo Popolo
PUNTATA 24
Renée Longarini
Tony De Vita
Lilly Desy 
PUNTATA 25 IL MEGLIO DI…
Ambra Orfei
Roberto Gervaso
PUNTATA 26
Moira Orfei e Lara Orfei
Massimo Contini
Vanna Vani
Tiziano Salamini
PUNTATA 27
Ernest Thole
Elio Perdetti
Ornella Ventura
PUNTATA 28
Maria Teresa Ruta
Bruna Lelli
Tonino Marangoni
Zingoni
Antonella Ferillo
Luciana Gagliani
PUNTATA 29
Benito Corinzi
Renzo Borini
Maurizio Mosca
Massimo Costa
Luca Vernizzi
PUNTATA 30 IL MEGLIO DI…
Maria Teresa Ruta
Maurizio Mosca
PUNTATA 31
Marina Fabbri
Arturo Berzario
Gill Bertottini
Gerardo Amato
Gustavo Palazzo
Bigio & Bertolino
PUNTATA 32
Dino Sarti
Carmen Chiaro
Adriano Pomo
Emilio De Paoli
Renato Migliavacca
PUNTATA 33
Giacomo Agostino
Silvia Annicchiarico
I Maialook
Il trio di Lady tv
PUNTATA 34
Antonella Tomassi
Mario Peci
Aldo Anthony Gattoni
Giovanni Trabucco
PUNTATA 35 IL MEGLIO DI…
Silvia Annichiarico
Merzario Arturo
Gerardo Amato
PUNTATA 36
Elio Fiorucci
Fiamma
Joenani
Dino Siani
PUNTATA 37
Lilli Carati
Gino Negri
Giampiera Furno
Giorgio Dall'Aglio
PUNTATA 38
Paolo Ferrari
Tommaso Dariezzo
Roberto Gibas & Lous
Serafina Leopoldini
PUNTATA 39
Walter D'Amore
Raffaella Curiel
Germano Valsecchi
Ernsestina Valsecchi
Alessandra Marchese
PUNTATA 40 MEGLIO DI…
Lilli Carati 
Giampiera Furno
Paolo Ferrari 
Elio Fiorucci 
Tommaso da Rienzo
Raffaella Curiel
PUNTATA 41
Alessandra Samambaia
Jean Bruno Colomb
Valerio Liboni
Mario Berrino
PUNTATA 42
Ettore Andenna
Diana Scapolan
Paolo Vassallo
Leone Di Lernia
Silvano Vismara
PUNTATA 43
Nando Orfei e Giada Orfei
Alì e la scimmia Pasqualino
Roberto Negri
Franco Visentin
Maurizio Cavallari
Marco Pellegrini
PUNTATA 44
Eva Robins
Vincenzo Creti
Jo Chiarello
PUNTATA 45 MEGLIO DI…
Eva Robins
Valerio Liboni 
Ettore Andenna 
Jo Chiariello
Nando Orfei
Roberto Negri 
Franco Visentin
PUNTATA 46
Giuseppe Zecchillo
Nani dei Capo Cabana
Giovanna
PUNTATA 47
Mario Tessuto e Donatella Tessuto
Elio Pedretti
Cino Boltelli
Dario Macchi
PUNTATA 48
Deana, Sandra e Natalie
Paride Orfei
Roberto Negri 
Billy Darde
Egidio Fabrigi
PUNTATA 49
Paolo Limiti
Miss Camion Valentina Meli
Proferio Rossi
PUNTATA 50 MEGLIO DI…
Giuseppe Zecchillo
Valentina Melo 
Paride Orfei 
Paolo Limiti 
Elio Perdetti
Mario Tessuto 
Donatella Tessuto 
PUNTATA 51
Milena Dilani
Silvio Ceccato
Alvin l'illusionista
PUNTATA 52
Silvia Dichiarico
Marco Achilli
Jerry Palamara 
Adriana Borchini
Guido Maria Ferilli
Paolo Barrile
PUNTATA 53
Silvia Balestra
Valentino (cantante)
Giuseppe
Gill Ventura
Rosalba Masone Beltrame
PUNTATA 54
Guido Romano
Betty e Roberto Brivio
Valerio Ramponi
Lia D'Angelo
PUNTATA 55 IL MEGLIO DI…
Ceccato 
Milena Milani 
Alvin
Sonia Balestra
Silvano Tamburini
Gill Ventura
Giuseppe Allevi
Adriana Borghini
PUNTATA 56
Aligi Sassu
George Aghedo
Utan Riss
Albert One
PUNTATA 57
Petra Scharbach
Anselmo D'Andrea 
Rizzo - cantante
Bobo Pezzoli
Gorge Aghedo
PUNTATA 58
Nadia Pesetti Donna ideale St. Vincent 1986
Ramba
Riccardo Schicchi 
Brunild Urovska
Roberto Negri
Isabella Cabaret
PUNTATA 59
Patrizia Caselli
Pierangela Riva
Michela Marangoni
PUNTATA 60
Ramba
Patrizia Caselli
Petra Scherbach
Isabella
Rita Polizzi
George Aghevo
Sergio Gamberini
PUNTATA 61
Nilla Pizzi
Pippo Buceri
Caterina Marzia
Peppino Marracino
Le guardie reali scozzesi
PUNTATA 62
Marina Marfoglia
Luciano Tallarini
Jerry Bruno
Giorgio Dandola
PUNTATA 63
Felice Chiusano
Franco Battaglia
Pier Umberto Civaschi
Le “Profile”
Wane Tucker
PUNTATA 64
I Camaleonti
Le “CapoCabana”
Francesco Di Milano
Gino Ventura
Alessandro Depetri
ROSSO DI SERA CAPODANNO
Minnie Minoprio
Petra Scharbach
Moana Pozzi